# Synagoga w Brzozowie
Synagoga w Brzozowie – nieistniejąca synagoga znajdująca się niegdyś w Brzozowie.
Synagoga została zbudowana w XIX wieku, prawdopodobnie zaraz po powstaniu lokalnej gminy żydowskiej. Podczas II wojny światowej synagoga została zdewastowana. Podczas likwidacji dzielnicy żydowskiej, w sierpniu 1942 roku, część zbiegłych Żydów ukryła się w budynku synagogi i wkrótce została spalona żywcem. Po zakończeniu wojny budynek nie został odbudowany.